# Лабом
Лабо́м (фр. Labeaume, окс. La Bauma) — коммуна во Франции, находится в регионе Рона — Альпы. Департамент коммуны — Ардеш. Входит в состав кантона Жуайёз. Округ коммуны — Ларжантьер.
Код INSEE коммуны — 07115.

## Население
Население коммуны на 2008 год составляло 572 человека.
| 1962 | 1968 | 1975 | 1982 | 1990 | 1999 | 2008 |
| ---- | ---- | ---- | ---- | ---- | ---- | ---- |
| 341  | 346  | 357  | 405  | 455  | 493  | 572  |

## Экономика
В 2007 году среди 317 человек в трудоспособном возрасте (15—64 лет) 216 были экономически активными, 101 — неактивными (показатель активности — 68,1 %, в 1999 году было 64,4 %). Из 216 активных работали 193 человека (106 мужчин и 87 женщин), безработных было 23 (13 мужчин и 10 женщин). Среди 101 неактивных 17 человек были учениками или студентами, 53 — пенсионерами, 31 были неактивными по другим причинам.

## Достопримечательности
- Церковь Св. Петра в цепях
- Погружной мост, построенный в 1875 году
- Солнечные часы
- Дом Юналь[фр.]
- Фонтан Сабла, построенный в 1864 году

## Фотогалерея

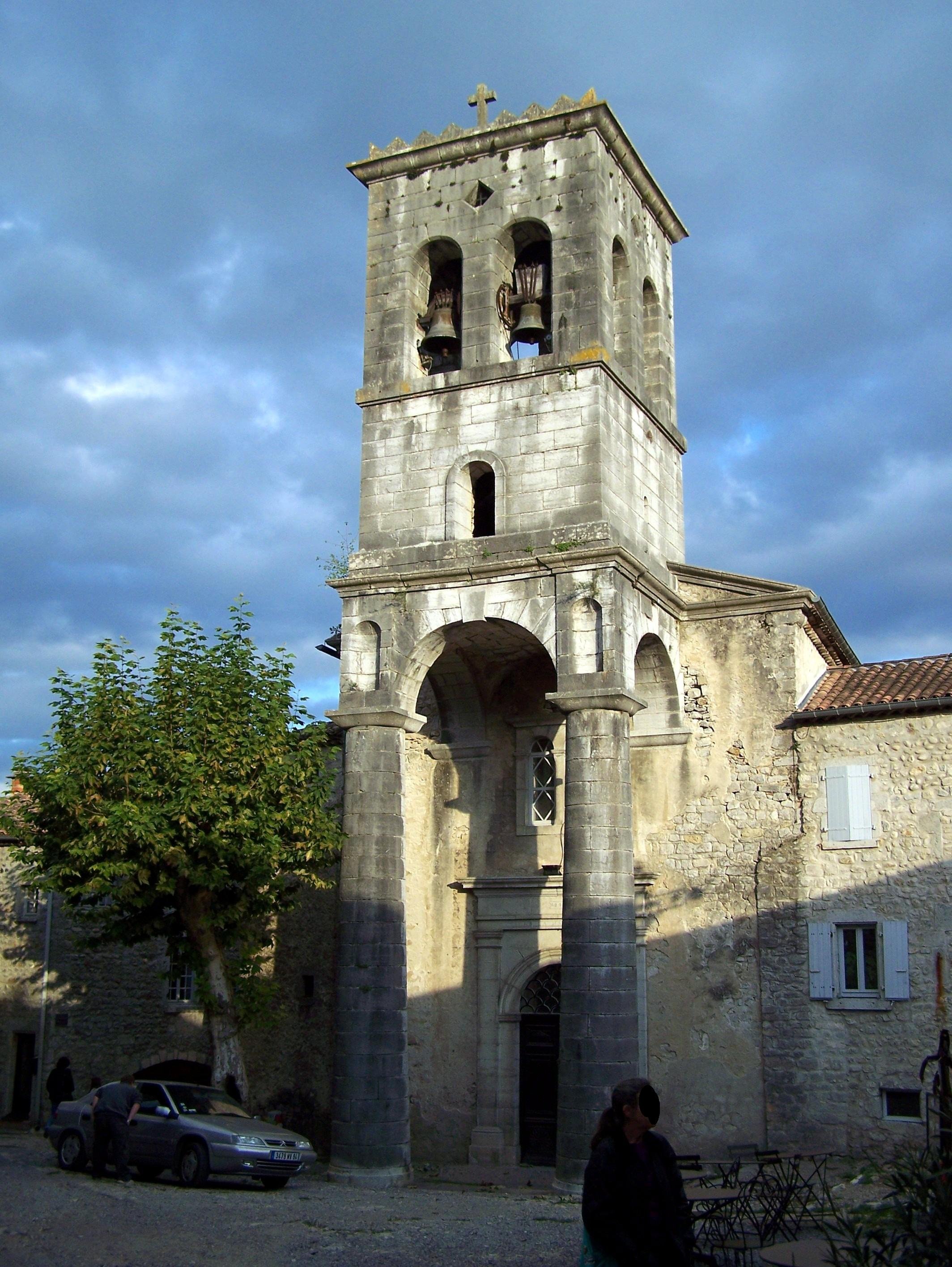
Церковь Св. Петра
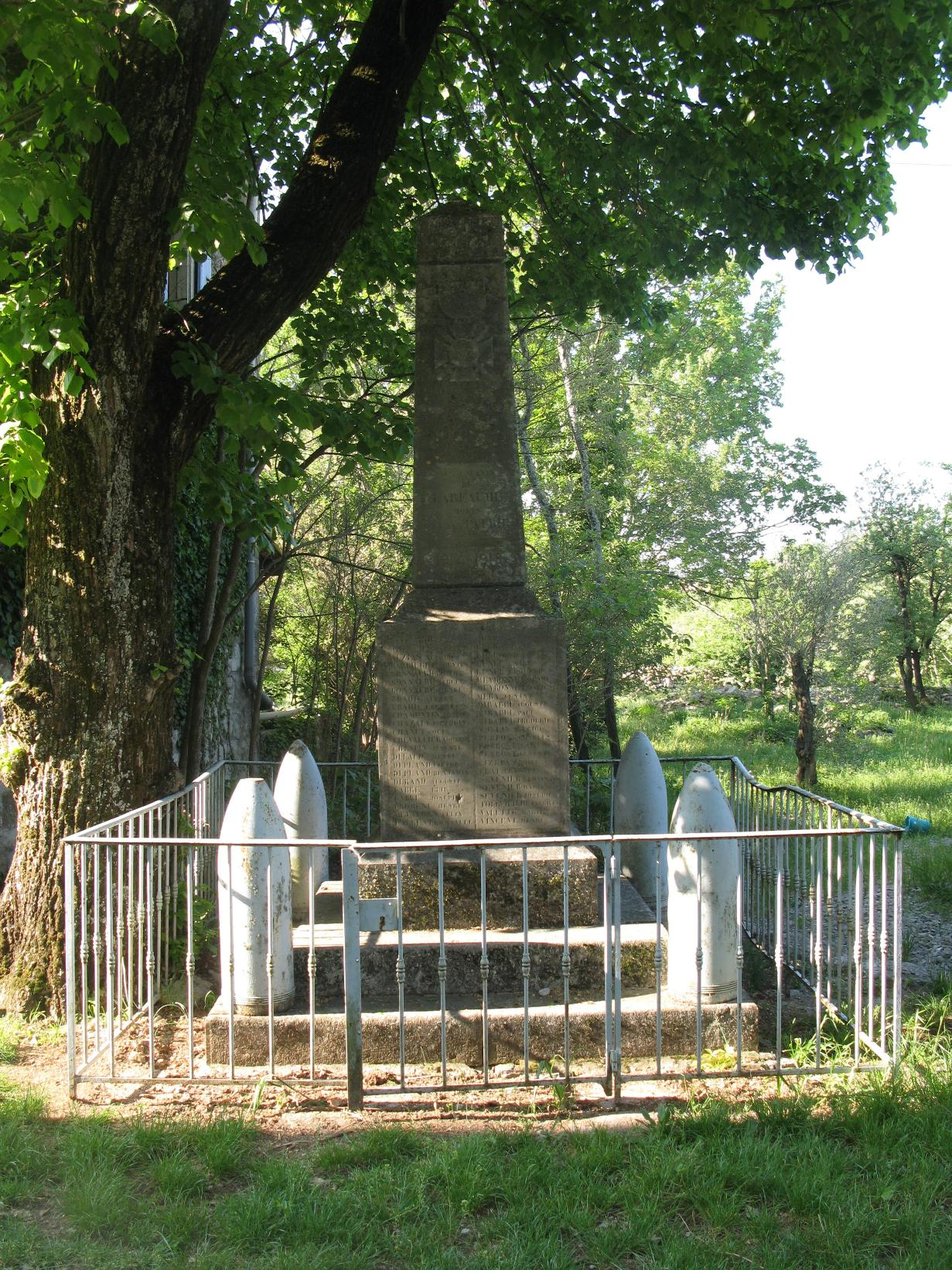
Памятник погибшим в Первой мировой войне
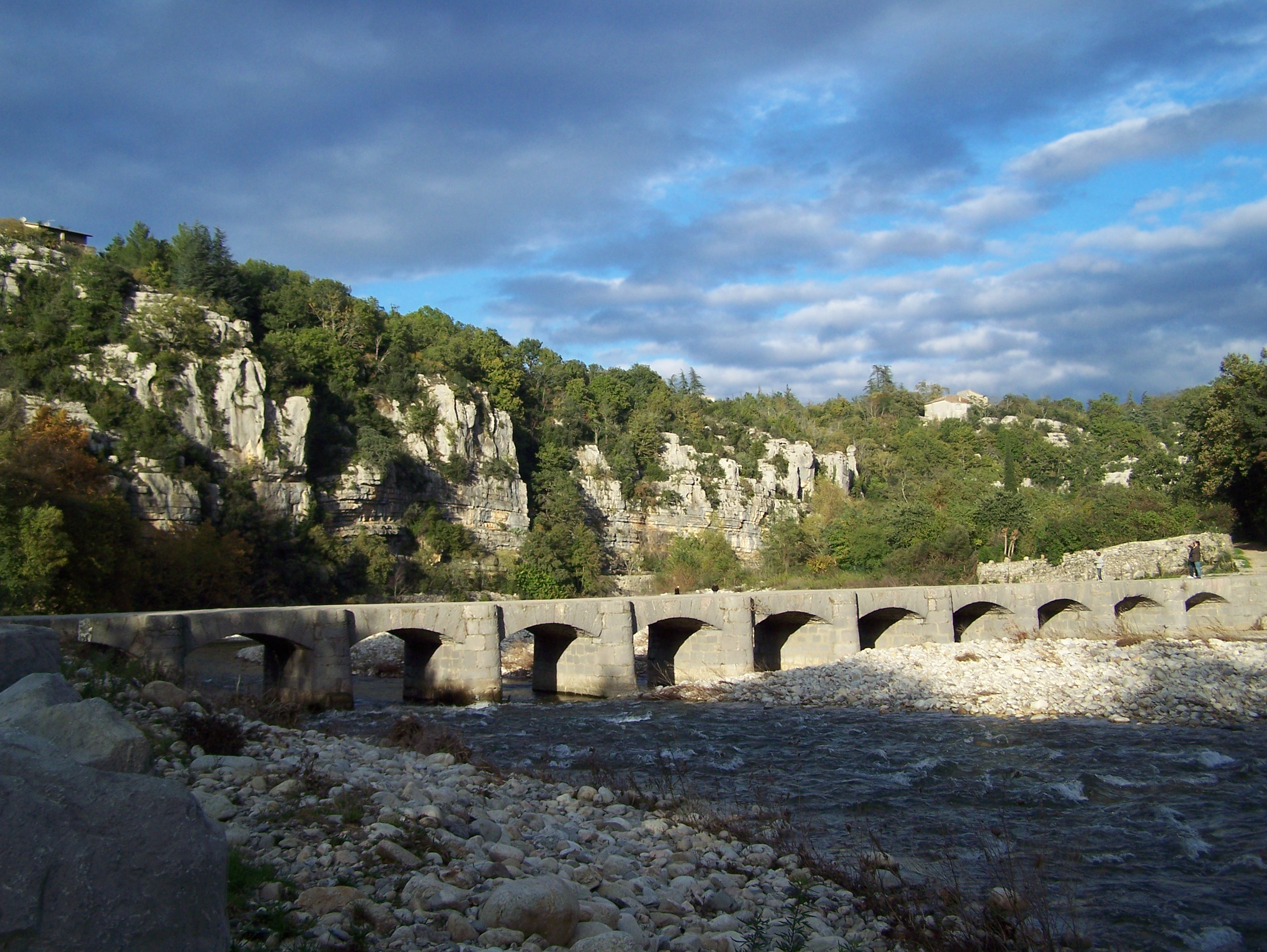
Погружной мост